# في مدح الكسل ومقالات أخرى (كتاب)
في مدح الكسل ومقالات أخرى هي مجموعة من المقالات التي كتبها بيرتراند راسل والتي نُشرت في عام 1935. تحتوي المجموعة على مقالات عن مواضيع علم الاجتماع والفلسفة وعلم الاقتصاد. في المقالة المسماة بذلك، جادل راسل أنه إذا تم توزيع العمل بإنصاف بين الجميع سيؤدي ذلك إلى أيام عمل أقصر، وستقل البطالة وتزداد السعادة الإنسانية بسبب زيادة وقت الفراغ، مما يؤدي إلى زيادة الانغماس في الفنون والعلوم.

## الملخص
الملخص التالي هو الملخص الذي قدمه بيرتراند راسل في مقدمة الكتاب:
يحتوي الكتاب على مقالات تتحدث عن جوانب من الأسئلة الاجتماعية التي عادة ما يتم تجاهلها في الصدامات السياسية. تؤكد المقالات على مخاطر التنظيم الزائد في عالم الفكر والمشقة الزائدة في الفعل. تفسر المقالات لماذا لا أستطيع الموافقة مع الشيوعية أو الفاشية، وجوانب خلافي مع ما تتشاركان فيه. تؤكد هذه المقالات على أهمية المعرفة التي لا تتمثل فقط في أدواتها العملية المباشرة، ولكن أيضا في حقيقة كونها تشجع على ممارسة عادة التأمل العقلية، وبناء على ذلك فإن هذه الأدوات يمكن إيجادها في معظم المعرفة التي يقال عنها هذه الأيام أنها «بدون فائدة». هناك نقاش حول الرابط بين الهندسة المعمارية وبين الأسئلة الاجتماعية المختلفة، وخصوصا رفاهية الأطفال الصغار ومكانة المرأة.

مع اتجاهنا بعيدا عن السياسة، وبعد مناقشة خواص الحضارة الغربية وفرص فناء الجنس البشري على يد الحشرات لنصل إلى مناقشة طبيعة الروح. الأطروحة العامة التي تربط المقالات ببعضها البعض هي أن العالم يعاني من انعدام التسامح ومن التحامل، ومن الاعتقاد بأن الأفعال العنيفة مطلوبة حتى وإن لم تكن في محلها. في حين أننا نحتاج في مجتمعنا الحديث شديد التعقيد هو الاهتمام الهادئ، مع الاستعداد لوضع الدوجما موضع السؤال وتقبل حرية الفكر لتحقيق العدل نحو معظم الآراء المتعددة.